# Dean Shiels
Dean Shiels (né à Magherafelt, en Irlande du Nord, le 1er février 1985), est un footballeur international nord-irlandais reconverti entraîneur. 

## Carrière

### En club
Après qu'expire quelques semaines plus tard son contrat à Hibernian en 2009, club auquel il sera resté lié presque cinq saisons, Dean Shiels signe aux Doncaster Rovers le 2 février 2009 pour un montant de 50 000 £ environ. Après des débuts prometteurs, il perd sa place de titulaire durant la saison 2010-2011 et, pour conserver du temps de jeu, est prêté pour une durée de six mois, à compter de l'été 2011 au club écossais de Kilmarnock, entraîné par son propre père, Kenny Shiels,. En janvier 2012, il signe définitivement en faveur du club écossais.

### En sélection nationale
Dean Shiels est international nord-irlandais depuis le 15 novembre 2005, à l'occasion de la rencontre Irlande du Nord-Portugal (1-1). Shiels rentre sur la pelouse quelques minutes en fin de match.

## Palmarès
Hibernian FC
- Coupe de la Ligue d'Écosse
  - Vainqueur (1) : 2007

 Kilmarnock FC
- Coupe de la Ligue d'Écosse
  - Vainqueur (1) : 2012

 Rangers
- Championnat d'Écosse de football D2 / Championship D2
  - Vainqueur (1): 2016
- Scottish Challenge Cup :
  - Vainqueur (1) : 2016
- Coupe d'Écosse
  - Finaliste : 2016